# Kaberamaido (district)
Le district de Kaberamaido est un district d'Ouganda. Il est situé au nord du lac Kyoga. Sa capitale est Kaberamaido.